# Szeleukosz (költő)
Szeleukosz (i. e. 3. század vége) görög költő
Életéről, munkásságáról semmi közelebbit nem tudunk, művei is elvesztek egyetlen, papiruszon fennmaradt két soros töredék kivételével. A töredék így szól:
Drágább, jobb szeretők ám a fiúk, mintsem az asszonyok;
bezzeg, hogyha fiú van velem, az hasznos a harcban is.